# 1xBet
A 1X Corp N.V., ou simplesmente conhecido como 1xBet, é uma empresa cipriota operadora de jogos de azar com sede em Limassol. Ela é subsidiária da Defy, cuja empresa possui outras casas de apostas, como a 1xcassinos e a Apuesta 360. 

## História

### Falência
Em novembro de 2021, a subsidiária da 1xBet, 1хCorр MV, entrou com pedido de falência em um tribunal de Curaçau depois de se recusar a reembolsar um grupo de jogadores representados pela fundação para vítimas de jogos de curaçao. A empresa foi declarada falida em junho de 2022, mas continuou a operar.
Os indivíduos afirmam que a 1xBet nega estruturalmente as vitórias legítimas dos jogadores com milhões de euros em ganhos não pagos.